# 小萝莉的猴神大叔
《小萝莉的猴神大叔》（读作Bajrangi Bhaijaan）是一部2015年印度的印地语喜剧戏剧电影，是由卡比尔·汗所导演，K. V. Vijayendra Prasad编剧，萨尔曼·汗及罗克林·凡卡特什所监制。它由萨尔曼·汗及夏莎莉·馬賀拉主演，納華薩甸·薛迪奇、卡琳娜·卡普协助演出。萨尔曼·汗出演猴神，一个印度教的虔诚信仰者，他无意中结识了一个6岁的巴基斯坦女孩沙希达，她与她母亲在返回巴基斯坦的旅途中在印度走失。
该影片预算为9亿卢比 (1,397.7万美元)，影片开拍于摄影于2014年11月。影片拍摄由阿西姆·米莎拉完成。
2015年10月，这部电影在星空传媒上开播，成为电视史上观看次数最多的宝莱坞电影。该电影获得了印度國家電影獎最佳流行電影以及印度第63届全国电影大奖。在2015年中国由豆瓣举行的第6届电影奖中，它还被提名为最佳外国电影。2018年3月18日上榜豆瓣Top250，名列No.249。

## 剧情
在巴基斯坦自由克什米尔的一个小镇上，一场由印度国家板球队和巴基斯坦板球队对抗的比赛中，其中一位孕妇根据比赛选手沙希德·阿弗里迪给她即将出生的女儿取名为沙希达（马尔霍特拉饰）。在她六岁时，在玩耍时不慎从悬崖上掉下来，被一棵悬垂的树救了下来，因为她自幼是哑巴，无法寻求帮助。因为沙希达的父亲拉夫是一名前巴基斯坦军人，不太可能获得印度签证，一名关心的邻居建议她前往印度德里的大清真寺朝圣祈愿，因为他就是在那里治好的哑巴。
在火车即将返回巴基斯坦的途中，因为铁路故障，在沙希达母亲沉睡的时候，为了救助不慎掉到坑里的羔羊，她独自一人下了火车，但随着火车隆隆起动，火车驶入巴基斯坦境内，沙希达与母亲就这样分隔在了国境线两侧。
沙希达另外乘坐了一辆货车，将沙希达带往了帕万（萨尔曼·汗饰）所在的城市，他是一位生活在印度德里的哈努曼神的忠实信徒，他极度崇拜哈努曼神，相信自己能达到目的，并且从不说谎。他遇到了拉茜卡（卡琳娜·卡普尔饰），两人为了结婚正在为结婚买房而努力攒钱。这时，小沙希达在印度街头看到了正在吃东西的帕万，出于同情的他就这样就把她带回到拉茜卡的家中，从一系列事件之后，开始了前往巴基斯坦送沙希达回家的旅程。

## 原声

### 曲目列表
| 曲序     | 曲目                                       |                      | 作曲     | 歌手                                 | 时长  |
| -------- | ------------------------------------------ | -------------------- | -------- | ------------------------------------ | ----- |
| 1.       | Selfie Le Le Re                            | Mayur Puri           | Pritam   | Vishal Dadlani &Rap by Badshah       | 4:57  |
| 2.       | Tu Chahiye                                 | Amitabh Bhattacharya | Pritam   | Atif Aslam                           | 4:32  |
| 3.       | Bhar Do Jholi Meri (Traditional)           | Kausar Munir         | Pritam   | Adnan sami                           | 8:19  |
| 4.       | Aaj Ki Party                               | Shabbir Ahmed        | Pritam   | Mika Singh                           | 4:40  |
| 5.       | Chicken Song                               | Mayur Puri           | Pritam   | Mohit Chauhan, Palak Muchhal         | 5:43  |
| 6.       | Zindagi Kuch Toh Bata                      | Neelesh Misra        | Pritam   | Jubin Nautiyal                       | 4:23  |
| 7.       | Tu Jo Mila                                 | Kausar Munir         | Pritam   | KK                                   | 4:04  |
| 8.       | Bhar Do Jholi Meri – Reprise (Traditional) |                      |          | Imran Aziz Mian                      | 8:05  |
| 9.       | Tu Jo Mila – Dekhna Na Mudke               | Kausar Munir         | Pritam   | Javed Ali                            | 4:13  |
| 10.      | Zindagi Kuch Toh Bata (Reprise)            | Neelesh Misra        | Pritam   | Rahat Fateh Ali Khan, Rekha Bhardwaj | 4:23  |
| 11.      | Tu Jo Mila (Reprise)                       | Kausar Munir         | Pritam   | Papon                                | 4:18  |
| 总时长： | 总时长：                                   | 总时长：             | 总时长： | 总时长：                             | 57:37 |

## 票房
| 国家及地区   | 总收入                          |
| ------------ | ------------------------------- |
| 印度         | 43.3 亿卢比                     |
| 中国         | 2.85亿人民币(31.3 亿卢比)       |
| 其他地区     | US$30.9 百万美元(21.105 亿卢比) |
| 阿拉伯国家   | US$9.45 百万美元(6.5 亿卢比)    |
| 美国和加拿大 | US$8.187 百万美元(5.6 亿卢比)   |
| 英国         | £2,662,115                      |
| 澳洲         | A$1,701,000                     |
| 新西兰       | NZ$579,447                      |
| 香港         | HK$1,364,088                    |
| 海外总和     | 52.405 亿卢比                   |
| 全部         | 95.705 亿卢比                   |

### 印度
自放映后在国内票房压倒性的反应，并继续打破电影首周票房纪录。这部电影在发行的第一天在印度票房大约为27,000万卢比 (4.19 百萬)。这部电影的最终票房为43.3亿卢比（约合当时的675万美元）。

### 海外
《小萝莉的猴神大叔》在英国票房为£2,662,115英镑，在海湾为$9,450,000美元，在澳大利亚为A$1,701,000澳元。

#### 中国
2016年在中国香港为HK$1,364,088港元。在中国大陆于2018年3月2日上映，当天电影票房达到了226万美元，在中国当日票房排名第七。截至4月1日，该电影票房为2.85亿人民币{约合22 亿卢比）。

## 同名游戏
基于这部电影的正式游戏已经由playizzon为android手机用户发布。